# Omari Hutchinson
Omari Elijah Giraud-Hutchinson (Redhill, 30 ottobre 2003) è un calciatore inglese naturalizzato giamaicano, centrocampista o attaccante del Nottingham Forest.

## Carriera

### Club
Cresciuto nel settore giovanile dell'Arsenal, il 12 novembre 2020 firma il primo contratto professionistico con i Gunners. Il 16 luglio 2022 si trasferisce al Chelsea, con cui il 5 gennaio 2023 esordisce in prima squadra, nella partita di Premier League persa per 0-1 contro il Manchester City.
Il 20 luglio viene ceduto in prestito all'Ipswich Town, con cui conquista la promozione in Premier League, che mancava al club da 22 anni. Il 30 giugno 2024 viene acquistato a titolo definitivo, firmando un quinquennale con i Tractor Boys.
Il 16 agosto 2025 viene acquistato a titolo definitivo dal Nottingham Forest per 43,5 milioni di euro.

### Nazionale
Dopo aver giocato nelle nazionali giovanili inglesi Under-17 ed Under-19, ha esordito con la nazionale maggiore giamaicana l'11 marzo 2023, nell'amichevole persa per 0-1 contro Trinidad e Tobago.
Successivamente nel 2024 è tornato a rappresentare l'Inghilterra, giocando in Under-21, nazionale con la quale nel 2025 ha anche partecipato agli Europei di categoria.

## Statistiche

### Presenze e reti nei club
Statistiche aggiornate al 16 agosto 2025.
| Stagione            | Squadra             | Campionato          | Campionato | Campionato | Coppe nazionali | Coppe nazionali | Coppe nazionali | Coppe continentali | Coppe continentali | Coppe continentali | Altre coppe | Altre coppe | Altre coppe | Totale | Totale |
| Stagione            | Squadra             | Comp                | Pres       | Reti       | Comp            | Pres            | Reti            | Comp               | Pres               | Reti               | Comp        | Pres        | Reti        | Pres   | Reti   |
| ------------------- | ------------------- | ------------------- | ---------- | ---------- | --------------- | --------------- | --------------- | ------------------ | ------------------ | ------------------ | ----------- | ----------- | ----------- | ------ | ------ |
| gen.-giu. 2022      | Arsenal             | PL                  | 0          | 0          | FACup+CdL       | 0+0             | 0               | -                  | -                  | -                  | -           | -           | -           | 0      | 0      |
| 2022-2023           | Chelsea             | PL                  | 1          | 0          | FACup+CdL       | 1+0             | 0               | UCL                | 0                  | 0                  | -           | -           | -           | 2      | 0      |
| 2023-2024           | Ipswich Town        | FLC                 | 44         | 10         | FACup+CdL       | 2+4             | 0+1             | -                  | -                  | -                  | -           | -           | -           | 50     | 11     |
| 2024-2025           | Ipswich Town        | PL                  | 31         | 3          | FACup+CdL       | 0+1             | 0               | -                  | -                  | -                  | -           | -           | -           | 32     | 3      |
| Totale Ipswich Town | Totale Ipswich Town | Totale Ipswich Town | 75         | 13         |                 | 7               | 1               |                    | -                  | -                  |             | -           | -           | 82     | 14     |
| 2025-2026           | Nottingham Forest   | PL                  | -          | -          | FACup+CdL       | -               | -               | UEL                | -                  | -                  | -           | -           | -           | -      | -      |
| Totale carriera     | Totale carriera     | Totale carriera     | 76         | 13         |                 | 8               | 1               |                    | -                  | -                  |             | -           | -           | 84     | 14     |

### Cronologia presenze e reti in Nazionale
| Cronologia completa delle presenze e delle reti in nazionale ― Giamaica | Cronologia completa delle presenze e delle reti in nazionale ― Giamaica | Cronologia completa delle presenze e delle reti in nazionale ― Giamaica | Cronologia completa delle presenze e delle reti in nazionale ― Giamaica | Cronologia completa delle presenze e delle reti in nazionale ― Giamaica | Cronologia completa delle presenze e delle reti in nazionale ― Giamaica | Cronologia completa delle presenze e delle reti in nazionale ― Giamaica | Cronologia completa delle presenze e delle reti in nazionale ― Giamaica |
| Data                                                                    | Città                                                                   | In casa                                                                 | Risultato                                                               | Ospiti                                                                  | Competizione                                                            | Reti                                                                    | Note                                                                    |
| ----------------------------------------------------------------------- | ----------------------------------------------------------------------- | ----------------------------------------------------------------------- | ----------------------------------------------------------------------- | ----------------------------------------------------------------------- | ----------------------------------------------------------------------- | ----------------------------------------------------------------------- | ----------------------------------------------------------------------- |
| 11-3-2023                                                               | Montego Bay                                                             | Giamaica                                                                | 0 – 1                                                                   | Trinidad e Tobago                                                       | Amichevole                                                              | -                                                                       |                                                                         |
| 14-3-2023                                                               | Kingston                                                                | Giamaica                                                                | 0 – 0                                                                   | Trinidad e Tobago                                                       | Amichevole                                                              | -                                                                       |                                                                         |
| Totale                                                                  |                                                                         | Presenze                                                                | 2                                                                       |                                                                         | Reti                                                                    | 0                                                                       |                                                                         |

| Cronologia completa delle presenze e delle reti in nazionale ― Inghilterra under 21 | Cronologia completa delle presenze e delle reti in nazionale ― Inghilterra under 21 | Cronologia completa delle presenze e delle reti in nazionale ― Inghilterra under 21 | Cronologia completa delle presenze e delle reti in nazionale ― Inghilterra under 21 | Cronologia completa delle presenze e delle reti in nazionale ― Inghilterra under 21 | Cronologia completa delle presenze e delle reti in nazionale ― Inghilterra under 21 | Cronologia completa delle presenze e delle reti in nazionale ― Inghilterra under 21 | Cronologia completa delle presenze e delle reti in nazionale ― Inghilterra under 21 |
| Data                                                                                | Città                                                                               | In casa                                                                             | Risultato                                                                           | Ospiti                                                                              | Competizione                                                                        | Reti                                                                                | Note                                                                                |
| ----------------------------------------------------------------------------------- | ----------------------------------------------------------------------------------- | ----------------------------------------------------------------------------------- | ----------------------------------------------------------------------------------- | ----------------------------------------------------------------------------------- | ----------------------------------------------------------------------------------- | ----------------------------------------------------------------------------------- | ----------------------------------------------------------------------------------- |
| 11-10-2024                                                                          | Bournemouth                                                                         | Inghilterra under 21                                                                | 2 – 1                                                                               | Ucraina under 21                                                                    | Qual. Europeo Under-21 2025                                                         | -                                                                                   | 64’                                                                                 |
| 15-10-2024                                                                          | Bristol                                                                             | Inghilterra under 21                                                                | 7 – 0                                                                               | Azerbaigian under 21                                                                | Qual. Europeo Under-21 2025                                                         | 1                                                                                   | 61’                                                                                 |
| 21-3-2025                                                                           | Lorient                                                                             | Francia under 21                                                                    | 5 – 3                                                                               | Inghilterra under 21                                                                | Amichevole                                                                          | -                                                                                   | 78’ 85’                                                                             |
| 24-3-2025                                                                           | West Bromwich                                                                       | Inghilterra under 21                                                                | 4 – 2                                                                               | Portogallo under 21                                                                 | Amichevole                                                                          | 1                                                                                   |                                                                                     |
| 12-6-2025                                                                           | Dunajská Streda                                                                     | Rep. Ceca under 21                                                                  | 1 – 3                                                                               | Inghilterra under 21                                                                | Europeo Under-21 2025 - 1º turno                                                    | -                                                                                   | 78’                                                                                 |
| 15-6-2025                                                                           | Nitra                                                                               | Inghilterra under 21                                                                | 0 – 0                                                                               | Slovenia under 21                                                                   | Europeo Under-21 2025 - 1º turno                                                    | -                                                                                   | 65’                                                                                 |
| 18-6-2025                                                                           | Nitra                                                                               | Inghilterra under 21                                                                | 1 – 2                                                                               | Germania under 21                                                                   | Europeo Under-21 2025 - 1º turno                                                    | -                                                                                   |                                                                                     |
| 21-6-2025                                                                           | Trnava                                                                              | Spagna under 21                                                                     | 1 – 3                                                                               | Inghilterra under 21                                                                | Europeo Under-21 2025 - Quarti di finale                                            | -                                                                                   | 52’                                                                                 |
| 25-6-2025                                                                           | Bratislava                                                                          | Inghilterra under 21                                                                | 2 – 1                                                                               | Paesi Bassi under 21                                                                | Europeo Under-21 2025 - Semifinale                                                  | -                                                                                   | 78’                                                                                 |
| 28-6-2025                                                                           | Bratislava                                                                          | Inghilterra under 21                                                                | 3 – 2 dts                                                                           | Germania under 21                                                                   | Europeo Under-21 2025 - Finale                                                      | 1                                                                                   | 98’                                                                                 |
| Totale                                                                              |                                                                                     | Presenze                                                                            | 10                                                                                  |                                                                                     | Reti                                                                                | 3                                                                                   |                                                                                     |

## Palmarès

### Nazionale
- Campionato d'Europa Under-21: 1

Slovacchia 2025